# Талакано (Асколи Пичено)
Талакано (итал. Tallacano) насеље је у Италији у округу Асколи Пичено, региону Марке.
Према процени из 2011. у насељу је живело 23 становника. Насеље се налази на надморској висини од 638 м.